# 潘泰利伊夫卡
48°29′37″N 39°43′11″E / 48.49361°N 39.71972°E
潘泰利伊夫卡（烏克蘭語：Пантеліївка）是位於烏克蘭東部的村莊，由盧甘斯克州多夫然斯克區的索羅基內市鎮負責管轄。該村始建於1956年，面積4.84平方公里，海拔高度66米。